# Helin Bölek
Helin Bölek (Diyarbakır, 1992 - Istanbul, 3 d'abril de 2020) va ser una músic i activista kurda, cantant del Grup Yorum.
El grup musical va partir diverses onades repressives del govern d'Erdoğan a partir de 2016, acusat d'estar vinculat al Partit/Front Revolucionari d'Alliberament Popular (DHKP/C), organització considerada terrorista pel govern turc. Com a protesta, el juny de 2019 va iniciar una vaga de fam amb d'altres companys exigint la retirada de les ordres de detenció contra d'alguns dels seus membres, la fi dels registres indiscriminats al centre cultural Idil i l'aixecament de les prohibicions del seus concerts i esdeveniments cultural. Morí d'inanició després de 288 dies.

## Trajectòria
Nascuda l'any 1992 a la ciutat de Diyarbakır, va esdevenir cantant del grup de música folk Grup Yorum, fundat a Istanbul l'any 1985. S'han destacat per les seves lletres socialistes i antiimperialistes, així com per combinar la música tradicional kurda i turca, fent-se especialment populars a la dècada de 1990. Després de la temptativa de cop d'estat a Turquia de 2016, el govern d'Erdoğan inicià una onada repressiva contra el grup musical argumentant que tenia lligams amb el Partit/Front Revolucionari d'Alliberament Popular (DHKP/C), a qui el govern turc considera una organització terrorista. Concretament es realitzà l'arrest i la detenció dels seus membres, així com la prohibició de concerts de la banda pel contingut socialista de les seves cançons, sumant un total de 30 detencions i 10 registres al centre cultural Idil en tres anys, succeïts als mesos d'octubre i novembre de 2016, maig i setembre de 2017 i octubre i novembre de 2018.
El juny de 2019, els integrants del grup iniciaren una vaga de fam exigint l'alliberament dels membres arrestats, la retirada de les ordres de detenció en contra d'alguns dels seus membres, la fi dels registres indiscriminats al centre cultural Idil i l'aixecament de les prohibicions del seus concerts i esdeveniments cultural. Alguns dels membres realitzaren 261 dies de vaga de fam però només dos d'ells — Helin Bölek i Ibrahim Gökçek — convertiren la protesta en una vaga de fam estricte a partir de gener de 2020. Ja un any abans aproximadament, els dos vaguistes foren detinguts en un registre al centre cultural, sent Bölek alliberada al novembre de 2019 i Gökçek el 24 de febrer. Bölek va passar 288 dies en vaga de fam i va morir el 3 d'abril de 2020.
FHC
L'endemà, el 4 d'abril, familiars, amistats i seguidors de la cantant volgueren traslladar el seu taüt des de la casa on practicava la vaga de fam, al barri de Küçük Armutlu, fins al cemevi (recinte de culte alevi) del barri d'Okmeydanı. Quan la comitiva fúnebre arribà al barri de Nurtepe, la policia bloquejà el comboi i arrestà als familiars, als advocats i als conductors dels dos automòbils que transportaven les despulles de la cantant. A continuació, les autoritats del cos policíac obligaren a traslladar el cadàver al cementiri de Feriköy mentre aconseguien blindar els accessos al cemevi i al Centre Cultural Idil d'Okmeydanı. Davant d'aquesta situació, nombrosos seguidors de la cantant s'aplegaren als afores del centre de culte proferint crits contra la policia i cantant cançons de Grup Yorum fins que la concentració fou dissolta per la força, amb la detenció d'alguns dels assistents inclosa.

## Reaccions
- El Partit Democràtic del Poble envià circulars de condol a totes les delegacions de província i districte per a commemorar la seva mort durant tres dies.[15]

- El director, actor i cantautor turc d'ascèndència kurda Mahsun Kırmızıgül manifestà: «És molt dolorós, em sap greu la mort d'un músic en vaga de fam».[16]

- El cantant turc Suavi digué: «No interferiu en el funeral de la membre del Grup Yorum, la música Helin. Que la gent faci l'últim comiat lliurement. İbrahim Gökçek, que també és membre del Grup Yorum, al llindar de la mort, continua viu, fem-lo viure junts. Això és possible. Prou restriccions!».[17]

- L'actor i polític turc d'origen àrab Barış Atay expressà: «Adéu camarada. No podem salvar a la Helin, però encara podem salvar l'İbrahim. Escolteu aquesta veu ara… Tot el que volen és poder reunir les seves cançons populars amb la gent… Adéu Helin Bölek. No t'oblidarem!».[18]

- La Federació Revolucionària del 78 declarà: «L'art és la memòria cultural d'un poble. La vida d'un turc, no oblidem, és més llarga que tots els polítics, que tots els governants. Els que resten en silenci fins a la seva mort són realment delinqüents terroristes culturals. Demanem a tots els responsables que si la mort d'Helin no ha estat un advertiment, İbrahim Gökçek, a la frontera de la mort, hauria de ser un avís per a vosaltres i la pressió sobre Grup Yorum hauria d'aturar-se. No oblidem que "la mort ressuscita de vegades als qui queden enrere"».[15]

- El ministre de l'Interior turc, Suleyman Soylu, exposà: «Van destinar Helin Bölek a la mort, la van matar, vam anar a visitar-la. Deien que el dejuni de la mort era una cosa sagrada. Després es van girar i van ballar. Aquest mètode el podem trobar als caníbals, en ningú més. És aquesta la nostra cultura? És la nostra comprensió? Es tracta d'una organització terrorista. Vam portar Helin Bölek i İbrahim Gökçek a l'hospital i van amenaçar els metges. Les amenaces que van fer a jutges i fiscals no tenien cap sentit. Aquests [els vaguistes] van comptar amb el suport de l'estructura política i de l'Associació Mèdica de Turquia».[19] Ja abans, la Fundació de Drets Humans de Turquia, el Col·legi Mèdic d'Istanbul i l'Associació Mèdica Mundial, entre d'altres, anunciaren que es vulnerà l'article 5 de la Declaració de Malta, que constata el dret del pacient a abandonar l'hospital si se l'intervé per la força.[20]